# NGC 6781
NGC 6781 is een planetaire nevel in het sterrenbeeld Arend. Het hemelobject werd op 30 juli 1788 ontdekt door de Duits-Britse astronoom William Herschel.

## Synoniemen
- PK 41-2.1